# Kaczyce (Silésie)
Pour les articles homonymes, voir Kaczyce.
Kaczyce est une localité polonaise de la gmina de Zebrzydowice, située dans le powiat de Cieszyn en voïvodie de Silésie.